# Šilka
ZSU-23-4 "Šilka" je sovjetski samovozni 4-cevni protiletalski top. ZSU je akronim za "Зенитная Самоходная Установка" - Zenitnaja Samohodnaja Ustanovka, 23 pomeni kaliber v milimetrih, 4 pa število cevi. Poimenovana je po ruski reki Šilka. Skupaj je bilo zgrajenih okrog 6500 primerkov, kar je najverjetneje rekord za samovozno protiletalsko artilerijo. Poleg Sovjetske zveze jo je uporabljalo še 23 držav po svetu. Šilka se lahko uporablja tudi proti lahkim oklepnim vozilov, tankom in drugim ciljem.
Hitrost streljanja je 3400–4000 nabojev/minuto. Magazin ima kapaciteto okrog 2000 nabojev.